# Antología de poesía chilena nueva
Antología de poesía chilena nueva es una antología editada por Eduardo Anguita y Volodia Teitelboim, publicado en 1935 en la editorial Zig-Zag de Santiago de Chile. Este fue el primer libro publicado por Teitelboim, y uno de los primeros de Anguita.
El año 2000, el libro fue reeditado en la colección Entre mares de LOM Ediciones.

## Historia editorial
De acuerdo con los propios recuerdos de Teitelboim, él y Anguita conocieron al todavía desconocido poeta Omar Cáceres en una tertulia de diversos poetas modernos celebrada en el Café Iris de Santiago. Cáceres, que recientemente había publicado (y luego incinerado) su primer y único libro, Defensa del ídolo (1934) les entregó en esa ocasión uno de sus poemas, que leyeron con devoción. Cáceres desapareció casi de inmediato, pero coincidieron con él más adelante, en la esquina de las calles Sierra Bella y Avenida Matta, para hacerse de los poemas restantes que incluirían en su antología ya en desarrollo.

## Contenido
El libro incluye poemas de los siguientes escritores chilenos contemporáneos:
1. Vicente Huidobro
2. Ángel Cruchaga Santa María
3. Pablo de Rokha
4. Rosamel del Valle
5. Pablo Neruda
6. Juvencio Valle
7. Humberto Díaz Casanueva
8. Omar Cáceres
9. Eduardo Anguita
10. Volodia Teitelboim

Cada grupo de poemas es precedido por la fecha de nacimiento del autor, su bibliografía y una breve descripción personal de su actitud y motivación artística.

## Recepción e impacto
Esta antología permitió acercar la obra de varios poetas chilenos contemporáneos a lectores de su país que no tenían un acceso fluido a sus libros de poemas. Sin embargo, su publicación generó gran controversia, producto de la presencia y omisión de ciertos poetas.
Un joven Nicanor Parra pudo leerlo el mismo año de su publicación, y le significó su primer acercamiento a varios de los poetas más reconocidos de Chile por ese entonces.

## Análisis de la obra
El estudioso Miguel Gomes, en un análisis de la obra de Omar Cáceres, comenta la reseña personal que escribió el poeta para esta antología, titulada «Yo, viejas y nuevas palabras», y que corresponde a su único texto en prosa que hoy se conserva. En este texto, según Gomes, las reflexiones de Cáceres sobre el «yo» (el Ego) y el «sí-mismo», lo emparentan con el concepto de arquetipo jungeano.